# Natalitet
Natalitet (franc. natalité − broj rođenih) ili rodnost je stručni izraz kojim se koristi demografija a označava ukupno rađanje na određenom području u određenom vremenu. Njegova visina se mjeri stavljanjem u omjer broja rođene djece − obično samo živorođene − prema ukupnom broju stanovništva. Najčešće se u razne svrhe razmatranja nataliteta i problematike uz to vezane koristi stopa nataliteta.
Stopa nataliteta se obično računa na 1.000 stanovnika i to uz pomoć matematičke formule {\displaystyle n={\frac {Nx1000}{S}}} gdje n označava traženu stopu, N broj živorođene djece, a S ukupan broj stanovnika na određenom području u razdoblju za koje se izračunava stopa, najčešće u godini dana.
Pored stope nataliteta za određenu zemlju, moguća su i razna drugačija računanja, za određenu regiju, za određene skupine stanovništva i slično. 
Natalitet je viši u zemljama u razvoju od onog u razvijenim zemljama.
Natalitet je uvelike povezan s uvjetima stanovanja (život u skučenom prostoru negativno utječe na broj djece i njihov razvoj) i s brojem televizora po glavi stanovnika u nekoj regiji (natalitet je veći u nerazvijenim zemljama, gdje ljudi manje provode vrijeme pred televizorom i računalom). Zbog neriješenog stambenoga pitanja mladi kasnije ulaze u brak te kasnije rađaju djecu.